# 中兴镇 (遂宁市)
中兴镇，是中华人民共和国四川省遂宁市安居区下辖的一个乡镇级行政单位。有一个比较大的水库

## 行政区划
中兴镇下辖以下地区：
正兴社区、中兴场村、堆子山村、五香庙村、夏家坝村、水竹林村、海山寺村、高楼房村、猴子碑村、新寨子村、响滩子村、水洞湾村、空洞山村、皂角桥村、三圣庙村、安家沟村和大马山村。